# 35P/Herschel-Rigollet
La Cometa Herschel-Rigollet (formalmente 35P/Herschel-Rigollet) è una cometa periodica del Sistema solare appartenente alla famiglia cometaria della cometa di Halley. È stata scoperta il 21 dicembre 1788 da Caroline Lucretia Herschel da Slough nel Berkshire, in Inghilterra.

## L'apparizione del 1789
Caroline Herschel scoprì la cometa il 21 dicembre 1788, più tardi durante la stessa notte la cometa fu osservata anche dal fratello William Herschel che la descrisse come somigliante a una nebulosa luminosa di circa 5-6 minuti primi di diametro e molto più grande della nebulosa planetaria M57. Durante i mesi di dicembre 1788 e gennaio 1789 la cometa fu osservata da Nevil Maskelyne dall'Osservatorio di Greenwich e da Charles Messier dall'Osservatorio di Parigi. Maskelyne fu l'ultimo a vedere la cometa il 5 febbraio 1789.

## L'apparizione del 1939
La cometa fu riscoperta il 28 luglio 1939 da Roger Rigollet da Lagny (Seine-et-Marne, Francia) che la descrisse come un oggetto diffuso di magnitudine apparente +8,0. Il giorno dopo Alfonso Fresa dall'Osservatorio astronomico di Torino e George Van Biesbroeck dall'Osservatorio di Yerkes confermarono la scoperta. Dopo agosto la cometa divenne sempre più debole, le sue ultime foto vennero riprese il 16 gennaio 1940.

## L'orbita
Sulla base dei dati raccolti durante il passaggio del 1789, per la cometa furono calcolate due orbite simili, nel 1789 da Pierre Méchain e nel 1922 da Margaretta Palmer. Margaretta Palmer ritenne che l'orbita che più si avvicinava alle osservazioni fosse un'orbita ellittica con un periodo di 1.066 anni.
In seguito alla riscoperta del 1939, l'orbita della cometa è stata calcolata da Jens P. Möller dell'Osservatorio di Copenaghen e da Katherine P. Kaster e Thomas Bartlett dell'Università di Berkeley in California: i calcoli indicarono che il perielio doveva essere stato raggiunto il 9 agosto 1939. Sulla base delle due orbite calcolate per il passaggio del 1939, Leland E. Cunningham dell'Osservatorio di Harvard suggerì che la cometa fosse la stessa scoperta da Caroline Herschel nel 1788.
L'orbita definitiva fu calcolata da Brian G. Marsden nel 1974, usando 75 posizioni di entrambe le apparizioni della cometa e tenendo conto delle perturbazioni planetarie. Questa orbita assegna alla cometa un periodo di 155 anni e riesce a collegare le due apparizioni. Anch'essa indica come data del perielio del passaggio del 1939 il 9 agosto. Il prossimo perielio è previsto per il 16 marzo 2092.